# 吳瑾
吳瑾（1413年—1461年），吳允誠之孫、吳克忠之子，蒙古人，明朝軍事將領、封恭順侯。
吳瑾為吳克忠的兒子，在土木堡之變中被捉，后逃跑回明朝。明英宗曾派吳瑾鎮守甘肅，他說：“臣是外族人，若用我鎮守邊疆，恐怕外族會輕視中國（認為中國沒有人才）。”英宗認為有道理，於是收回成命。

曹石之變發生時，他和堂弟吳琮聽到消息後堅守長安門，曹欽攻不進便放火。吳瑾奮戰至死，後朝廷追封他為涼國公，謚號忠壯，並給予世券。